# Дан Европе
9. маја 1950. године, Роберт Шуман је представио свој предлог креирања организоване Европе. Овај предлог, познатији као „Шуманова декларација“ (Schuman declaration), сматра се почетком креације онога што је данас познато као Европска унија јер је увод у Монтанску унију.
Данас, девети мај је постао европски симбол (Дан Европе) који заједно са химном и заставом, идентификује политички ентитет Европске уније.
На Савету Европске уније у Милану 1985. године је донесена одлука да се 9. мај сваке године обележава.
Дан Европе је прилика за активности и фестивале који Европу приближавају њеним грађанима и народима. За посетиоце су тог дана све институције Европске уније отворене. Тако на пример постоји могућност да се прошета салама где се доносе главне одлуке Европске уније у Бриселу. Мото пратећих акција сваке године одређује земља која је у том периоду председавајућа Европске уније. 
Дан Европе 2006. године председавајућа Аустрија обележава акцијама посвећеним писцима и кафеџијској култури у Европи ("Слатка Европо"). У кафићима широм Европе се може пробати посластице из свих земаља чланица. Задужени писци су у тим локалима присутни да забележе приче грађана Европске уније. Све те приче изаћи ће као публикација у књизи на свим званичним језицима Европске уније.